# 혼자 사는 사람들
《혼자 사는 사람들》은 2021년에 개봉한 대한민국의 영화이다.

## 캐스팅
- 공승연: 진아 역
- 정다은: 수진 역
- 서현우: 성훈 역
- 김모범: 옆집남자 역
- 금해나: 팀장 역
- 변진수: 성훈친구 2 역
- 정성민: 성훈친구 3 역
- 박동욱: 제사가는 주민 역
- 김현식: 정복경찰 역
- 안정빈: 사복경찰 역
- 김귀례: 어머니 역
- 곽민규: 타임머신남(목소리) 역
- 정조은: 고객 2(목소리) 역
- 손예원: 진상 2(목소리) 역
- 주석태: 정 변호사 / 고객 3(목소리) 역(우정출연)
- 박정학: 아버지 역(특별출연)

## 수상
- 2021년 제21회 전주국제영화제 수상 CGV 아트하우스 - 배급지원상(홍성은), 한국경쟁 - 배우상(공승연)
- 2021년 제9회 무주산골영화제 후보 상영작 - 판